# Cluny
Cluny, starejše Clugny, je naselje in občina v francoskem departmaju Saône-et-Loire regije Bourgogne. Leta 2011 je naselje imelo 4.689 prebivalcev.

## Geografija
Kraj leži v vzhodno centralni francoski pokrajini Burgundiji severozahodno od Mâcona, med Dijonom in Lyonom.

## Administracija
Cluny je sedež istoimenskega kantona, v katerega so poleg njegove vključene še občine Bergesserin, Berzé-le-Châtel, Blanot, Bray, Buffières, Château, Chérizet, Cortambert, Curtil-sous-Buffières, Donzy-le-National, Donzy-le-Pertuis, Flagy, Jalogny, Lournand, Massilly, Massy, Mazille, Saint-André-le-Désert, Sainte-Cécile, Saint-Vincent-des-Prés, Salornay-sur-Guye, La Vineuse in Vitry-lès-Cluny z 10.056 prebivalci. Kanton je sestavni del okrožja Mâcon.

## Zgodovina
Mestece je zraslo okoli benediktinske opatije, ki jo je ustanovil vojvoda Viljem I. Akvitanski leta 910. Opatija je postala najmogočnejša, najbolj prestižna meniška ustanova v Evropi. Njen vpliv je bil najmočnejši med drugo polovico 9.stoletja do začetka 12. stoletja. Njena knjižnica je bila najpomembnejša v Franciji in Evropi v času srednjega veka. Opatijo so oplenili hugenoti leta 1562, pri tem pa so bili mnogi pomembni rokopisi uničeni ali odstranjeni. Med francosko revolucijo so revolucionarji 1793 zažgali "na oltarju domovine" relikvije četrtega klinijskega opata Majola in tudi petega Odila tukajšnjega samostana.